# ジョン・コンデュイット
ジョン・コンデュイット（英語: John Conduitt FRS [ˈkɒnd(j)uɪt]、1688年3月8日洗礼 – 1737年5月23日）は、グレートブリテン王国の政治家。1721年から1737年まで庶民院議員を務めた。
科学者アイザック・ニュートンの友人であり、1717年にニュートンの妹の娘キャサリン・バートンと結婚したほか、ニュートンの死後にその後任として造幣局長官を務め（在任：1727年 – 1737年）、ニュートンの書簡集をもとに伝記を書こうとした。キャサリン・バートンとの結婚によりニュートンの書簡集を取得し、以降娘キャサリンを経てポーツマス伯爵家に継承されている。
造幣局長官としての能力はあるとされ、1730年に金貨より銀貨を流通させるべきとするパンフレットを著した（ただし、出版は死後の1774年のことだった）。

## 生涯

### 生い立ち
レオナード・コンデュイット（Leonard Conduitt）と妻サラの息子としてハンプシャーで生まれ、1688年3月8日にコヴェント・ガーデンの聖ポール教会で洗礼を受けた。1701年6月よりウェストミンスター・スクールで教育を受けた後、1705年6月7日にケンブリッジ大学トリニティ・カレッジに入学、1706年に同カレッジのスカラー（scholar）に選出された。
大学を出た後は大陸ヨーロッパを旅し、1710年に初代ポートモア伯爵デイヴィッド・コリヤーの秘書を務め、1711年にはスペイン継承戦争中のポルトガル王国に駐留するイギリス軍の法務官（judge-advocate）を務めた。翌年にはポルトガルに駐留する竜騎兵連隊の大尉に任命された。

### 政治家として
1720年にハンプシャーのクランベリー・パークの地所を所有するサー・チャールズ・ウィンダム（1706年没）の妻が死去すると、コンデュイットは地所を購入した。これによりハンプシャーで一定の影響力を有するようになり、1721年5月にハンプシャーのウィットチャーチ選挙区選出庶民院議員トマス・ヴァーノン（Thomas Vernon、1726年没）が南海泡沫事件の秘密調査委員会に働きかけてジョン・エイズラビーに有利な結果を引き出そうとして庶民院を追放されると、友人の初代リミントン子爵ジョン・ウォロップ（後の初代ポーツマス伯爵で同じくハンプシャーに領地を有する）の後援を受けて補欠選挙に出馬した。同年5月25日に発表された選挙結果ではフレデリック・ティルニー（Frederick Tylney）が当選したが、選挙申し立ての末同年6月26日にコンデュイットの当選が宣告された。このとき、初代リミントン子爵との協議ではリミントン子爵の長男ジョン（1718年 – 1749年）が成人するとコンデュイットがジョンに議席を譲るというものであり、コンデュイットは1734年イギリス総選挙までウィットチャーチ選挙区で再選を続けた。議会では1725年3月の初演説で元大法官の初代マクルズフィールド伯爵トマス・パーカーの弾劾をめぐって発言した。首相ロバート・ウォルポールを支持し、1733年に七年議会法の廃止に反対したこととウォルポールの消費税法案を支持したことが知られている。
1734年の総選挙ではウィットチャーチ選挙区とサウサンプトン選挙区の両方から出馬し、ウィットチャーチ選挙区では無投票で当選した。しかし、サウサンプトン選挙区では消費税法案への支持により有権者の反感を買い、現職議員で野党候補のアンソニー・ヘンリーと初代準男爵サー・ウィリアム・ヒースコートを相手に苦戦した。コンデュイットに反対したサウサンプトンのコーポレーション（地方自治体法人）は追い打ちとして1733年と1734年に合計63人の有権者を増やし、コンデュイットの対立候補への投票者を増やそうとしたが、選挙結果については選管のなかでも意見が割れた。ヒースコートが得票数1位で当選したことに異論はなかったが、2人目の当選者については「コンデュイット212票とヘンリー213票でヘンリーが当選」と「コンデュイット257票とヘンリー217票でコンデュイットが当選」という二重の発表がなされ、最終決定が庶民院に委ねられることとなった。庶民院は1735年4月3日にコンデュイットの当選を宣告したが、これによりコンデュイットが2つの選挙区で当選したことになるため、コンデュイットはサウサンプトン選挙区の代表として議員を務めることを選択した。
1736年1月にウィッチクラフト法案を提出して可決させ、ジェームズ1世期の魔女対策法を廃止した。これによりウィッチクラフトの使い手とされた人物はキリスト教の聖書に反する邪悪な人物として罰されることはなくなり、代わりに魔女を僭称した（すなわち、詐欺を働いた）として罰されることとなった。

### ニュートンとの関係

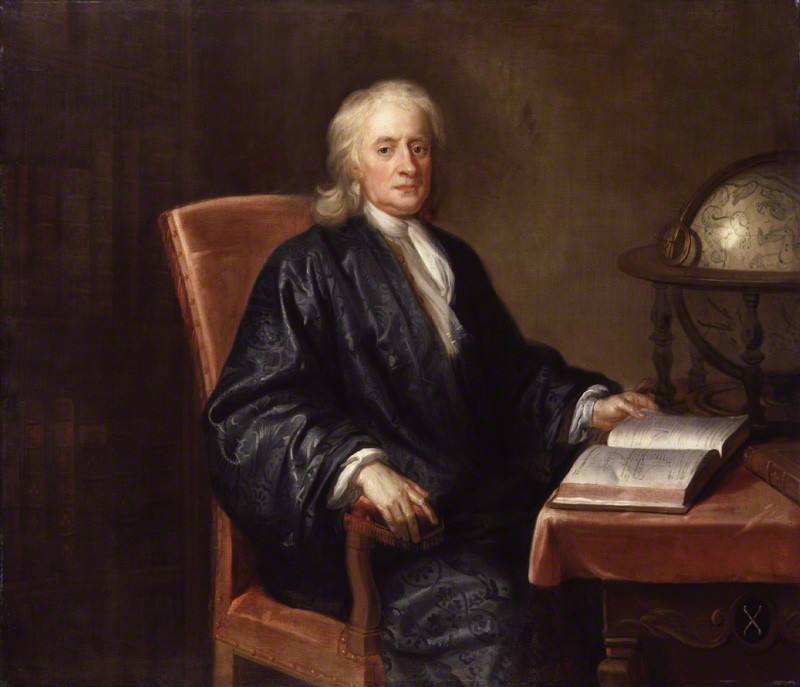
アイザック・ニュートン

1717年8月26日にキャサリン・バートン（ロバート・バートンとハンナ・ニュートンの娘、1739年没）と結婚、1女をもうけた。妻との仲は良かったという。
- キャサリン（1750年4月15日没） - 1740年7月12日、リミントン子爵ジョン・ウォロップ（1718年 – 1749年、初代ポーツマス伯爵ジョン・ウォロップの息子）と結婚、第2代ポーツマス伯爵ジョン・ウォロップなどの子女をもうけた[13]。死後、ウェストミンスター寺院に埋葬された[13]

妻の母ハンナは科学者アイザック・ニュートンの異母妹にあたり、コンデュイットはニュートンを尊敬していたとされる。結婚の翌年にはニュートンの推薦を受けて、1718年12月1日に王立協会フェローに選出されている。その後、王立協会では1723年と1725年から1728年まで評議会議員を務めた。

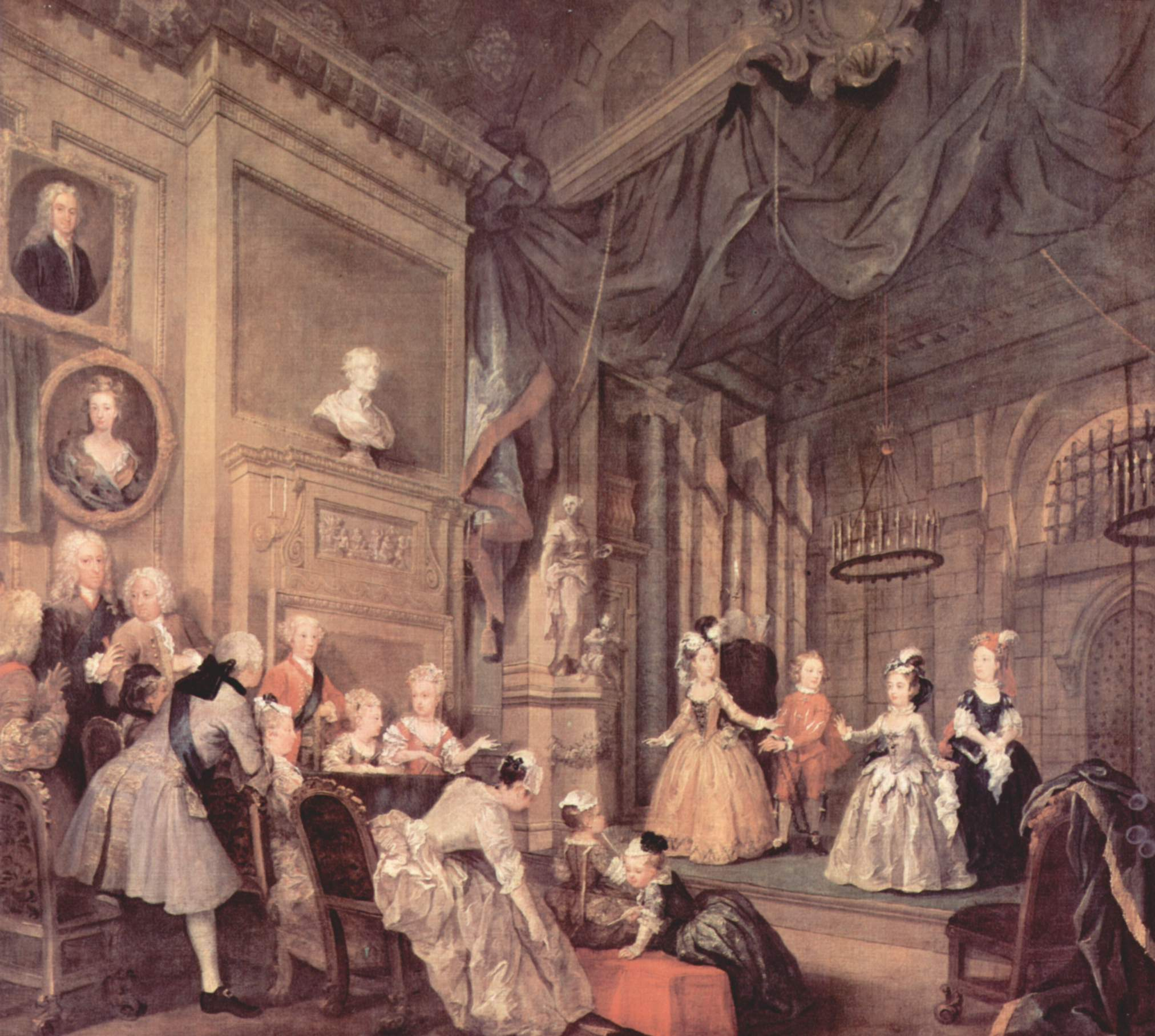
コンデュイットがウィリアム・ホガースに注文した絵画で、ジョン・ドライデンの『インドの皇帝』がコンデュイットのタウンハウスで上演される様子が描かれている。

ニュートンは造幣局長官を務めていたが、コンデュイットは1722年よりニュートンの職務を代行した。1727年3月20日にニュートンが死去すると、サミュエル・クラークが造幣局長官就任を打診されたが辞退したため、コンデュイットは同年4月4日に造幣局長官に任命された。ニュートンがウェストミンスター寺院に埋葬されるにあたり、コンデュイットはニュートンの記念碑の設計と銘文執筆を主導し、ニコラ・ファシオ・ド・デュイリエがそれを補佐した。また、彫刻家ジョン・マイケル・ライスブラックにニュートンの顔の鋳型を作成することを許可し、ライスブラックの鋳型をいくつか入手したルイ＝フランソワ・ルービリヤックには1731年にニュートンの胸像を注文した。コンデュイットは翌年にウィリアム・ホガースに絵画を注文し、ホガースはジョン・ドライデンの『インドの皇帝』（The Indian Emperor）がコンデュイットのタウンハウスで上演される様子を描いたが、ルービリヤックによる胸像は絵画の背景に飾ってあった。
ニュートンがアカデミー・フランセーズの外国人会員だったため、アカデミー・フランセーズの書記ベルナール・フォントネルはニュートンの死亡記事にとりかかったが、コンデュイットはニュートンの一生の概略を書き上げてフォントネルに参考用として与えた。しかし、コンデュイットは結局「ニュートンが〔フランス人の〕ルネ・デカルトの名声を薄らげるほど偉大なので、〔フランス人の〕フォントネルはニュートンを公正に評価できない」という考えのもと、自らニュートンの伝記を書こうとして広く情報を募集した。コンデュイットは妻やニュートンの友人（数学者ロバート・スミスなど）から多くの書簡を取得し、王立協会もニュートンの書簡集調査にトマス・ペレット（Thomas Pellet）を派遣したが、ペレットは1727年5月に書簡80点のうち出版に値するのは5点しかなかったと評している。この調査結果をもとに書簡3点が1728年から1733年にかけて出版された。コンデュイットはニュートン伝記の草稿を作成し、その完成後にコリン・マクローリンによる伝記と同梱して出版する予定だったが、コンデュイットの死去により出版計画が中断され、マクローリンによる伝記は1728年には完成したにもかかわらず、マクローリンの死後の1748年にようやく出版された。コンデュイットの草稿を読んだアレキサンダー・ポープは1727年11月にコンデュイット宛ての手紙で草稿を賞賛したが、19世紀の科学者ディヴィッド・ブリュースターは草稿を酷評した。

### 造幣局長官として
コンデュイットは造幣局長官就任中の1730年に"Observations on the Present State of our Gold and Silver Coins"というパンフレットを著した。このパンフレットは金の価格が下落し、銀の価格が上昇しているという情勢のなか、銀貨の流通拡大を説くというものであり、英国人名事典ではパンフレットからコンデュイットが貨幣史を熟知していることが窺えるとしている。パンフレットはコンデュイットの存命中には出版されなかったが、ジョナサン・スウィフトがアイルランドの貨幣問題への関心からコンデュイットのパンフレットのコピーを入手しており、スウィフトの死後の1774年にはスウィフトが所持していたコピーを原本として出版された。
造幣局長官としての年収は5,800ポンドに概算されている。
死後、造幣局長官としての功績を記念して、1737年にヨハン・ジギスムント・タンナーによる記念銀メダルが鋳造された。このメダルは大英博物館と王立協会に現存する。

### 死去
1737年5月23日にパディントンで死去、ウェストミンスター寺院にてニュートンの右隣に埋葬された。墓碑はヘンリー・チアによる彫刻だった。1739年1月20日に妻キャサリンが死去すると、彼女もコンデュイットと一緒に埋葬され、娘キャサリンも1750年5月4日に両親と一緒に埋葬された。19世紀に小ピットが埋葬されたとき、コンデュイットの記念碑の規模が縮小された。
クランベリー・パークの地所は1737年/1738年にトマス・リー・ダマー（1765年没）に売却され、ダマーはコンデュイットの死による補欠選挙で当選した。1734年の総選挙でコンデュイットと敵対したサウサンプトンのコーポレーションはダマーの対立候補を支持したが、投票所から遠いところに住む有権者の呼び出しを怠ったため、与党候補ダマーの当選を許してしまうという結果だった。
娘キャサリンは1740年にリミントン子爵ジョン・ウォロップ（1718年 – 1749年、コンデュイットの友人初代ポーツマス伯爵ジョン・ウォロップの息子）と結婚、ニュートンの書簡集は2人の息子にあたる第2代ポーツマス伯爵ジョン・ウォロップなど歴代ポーツマス伯爵が継承することとなった。ニュートン書簡集への研究熱も一旦おさまることになり、以降18世紀においてポーツマス伯爵の所有するニュートン書簡集への閲覧を許可されたのはサミュエル・ホースリー（1777年）ぐらいだった。